# Ernest Martinenche
Ernest Martinenche (* 1869 in Calvisson; † 1. Dezember 1941 in La Croix-Valmer) war ein französischer Romanist und Hispanist.

## Leben und Werk
Martinenche wuchs in Nîmes auf. Er bestand 1891 die Agrégation und wurde Gymnasiallehrer in Nîmes. Er habilitierte sich 1900 an der Sorbonne mit den Thèses La comedia espagnole en France de Hardy à Racine (Paris 1900, Genf 1970) und Quatenus. Tragicomoedia de Calisto y Melibea vulgo Celestina dicta ad informandum hispaniense theatrum valuerit (Paris 1900) und lehrte von 1900 bis 1906 an der Universität Montpellier. Dann ging er an die Sorbonne, gründete 1918 die Zeitschrift Hispania und war von 1919 bis 1937 Professor für Spanisch.
Martinenche war Korrespondierendes Mitglied der Academia Brasileira de Letras, der Academia Argentina de Letras, sowie der Real Academia Española.
Er war Ehrendoktor der Universidad Nacional Mayor de San Marcos in Lima, Komtur im Orden de Isabel la Católica, Träger des Orden de Alfonso XII, sowie Offizier der Ehrenlegion.

## Weitere Werke
- Propos d'Espagne, Paris 1905
- Molière et le théâtre espagnol, Paris 1906
- (Hrsg.) Fernando de Rojas, La Célestine. Tragi-comédie de Calixte et Mélibée, Paris 1920, 1946
- L'Espagne et le romantisme français. Histoire de l'influence espagnole sur la littérature française, Paris 1922, 1932